# L'Alpe (monte)
L'Alpe è una montagna dell'Appennino tosco-emiliano, alta 1183 metri. Si trova nel territorio del comune di Camugnano, in provincia di Bologna, a poca distanza dal confine tra Toscana ed Emilia-Romagna. Appartiene allo stesso gruppo montuoso cui appartengono i più meridionali monte Calvi e monte di Stagno.
La cima de L'Alpe è brulla, come lo sono quelle delle limitrofe alture suddette; le pendici occidentali si concludono sul lago di Suviana.